# Uracentron
Uracentron este un gen de șopârle din familia Tropiduridae.

Cladograma conform Catalogue of Life:
| Uracentron | \| \| Uracentron azureum \| \| \| \| \| \| Uracentron flaviceps \| \| \| \| |
|            | \| \| Uracentron azureum \| \| \| \| \| \| Uracentron flaviceps \| \| \| \| |
|            | Ctenoblepharys                                                              |
|            |                                                                             |
|            | Leiocephalus                                                                |
|            |                                                                             |
|            | Liolaemus                                                                   |
|            |                                                                             |
|            | Microlophus                                                                 |
|            |                                                                             |
|            | Phrynosaura                                                                 |
|            |                                                                             |
|            | Phymaturus                                                                  |
|            |                                                                             |
|            | Plica                                                                       |
|            |                                                                             |
|            | Stenocercus                                                                 |
|            |                                                                             |
|            | Tropidurus                                                                  |
|            |                                                                             |
|            | Uranoscodon                                                                 |
|            |                                                                             |
|            | Uracentron azureum                                                          |
|            |                                                                             |
|            | Uracentron flaviceps                                                        |
|            |                                                                             |

|  | Uracentron azureum   |
|  |                      |
|  | Uracentron flaviceps |
|  |                      |